# Gesellschaft mit beschränkter Haftung (Volksrepublik China)
Die Gesellschaft mit beschränkter Haftung (chinesisch 有限責任公司 / 有限责任公司, Pinyin Yǒuxiàn Zérèn Gōngsī) ist nach dem Kapitalgesellschaftsgesetz der Volksrepublik China (中华人民共和国公司法) in seiner revidierten Fassung vom 26. Oktober 2018 eine juristische Person, die zu den Kapitalgesellschaften gehört. Das chinesische Recht unterscheidet zwischen der regulären GmbH (有限责任公司), der Ein-Personen-GmbH (一人有限责任公司) und der GmbH im Staatsbesitz (国有独资公司). In letzterem Fall handelt es sich meist um Tochtergesellschaften Zentral Verwalteter Unternehmen.

## Gründung einer GmbH
Die GmbH wird durch eine oder mehrere Personen als Gründungsgesellschafter (出资股东) gegründet, wobei die Zahl der Gründungsgesellschafter 50 nicht übersteigen darf. Es kann auch der chinesische Staat, vertreten durch die Kommission zur Kontrolle und Verwaltung von Staatsvermögen oder ihre Organe, als alleiniger Gesellschafter auftreten. Es ist nicht erlaubt, für die Gründung einer GmbH öffentlich Kapital einzuwerben. 
Die von jedem Gesellschafter mit Unterschrift und persönlichem bzw. Firmenstempel zu versehene Satzung der GmbH muss folgende Punkte enthalten:
- Unternehmenssitz und Firma. Die Firma muss die Bezeichnung „Gesellschaft mit beschränkter Haftung“ (有限责任公司) oder die Abkürzung „GmbH“ (有限公司) enthalten.
- Unternehmensgegenstand
- Höhe des Stammkapitals. Ursprünglich betrug das Mindeststammkapital 30.000 Yuan für eine reguläre GmbH und 100.000 Yuan für eine Ein-Personen-GmbH.[2] Um die Hürden für Firmengründungen zu senken, beschloss der Ständige Ausschuss des Nationalen Volkskongresses am 28. Dezember 2013, diese Untergrenzen mit Wirkung vom 1. März 2014 wegfallen zu lassen.[3]
- Namen oder Firma der Gesellschafter
- Betrag der Geschäftsanteile der einzelnen Gesellschafter, Zeitpunkt sowie Art und Weise ihrer Einzahlung. Geschäftsanteile können als Bareinlage eingezahlt werden, daneben aber auch in Naturalien, geistigem Eigentum oder Landnutzungsrechten entsprechend ihrem geschätzten Wert. Fehlbewertungen von Sacheinlagen sind strafbar. Mindestens 30 % des Stammkapitals muss aus Bareinlagen bestehen.
- Organe der Firma, die Art ihrer Bestellung, ihre Rechte und ihre Geschäftsordnung
- Gesetzlicher Vertreter

Nach der Gründung der GmbH ist jedem Gesellschafter ein mit Datum und laufender Nummer versehener Anteilschein auszustellen, auf dem Name und Gründungsdatum der GmbH vermerkt sind, das Stammkapital, sowie Name oder Firma des Gesellschafters mit der Höhe seines Geschäftsanteils und dem Datum der Einzahlung.

## Anmeldung
Die GmbH ist beim Büro der Staatlichen Marktüberwachungsbehörde der kreisfreien Stadt, des Kreises oder des Stadtbezirks anzumelden, wo sie ihren Sitz hat. Die Anmeldung kann erst vorgenommen werden, wenn mindestens 20 % jedes Geschäftsanteils eingezahlt sind. Der Rest kann von natürlichen Personen im Laufe von zwei Jahren ab dem Tag der Gründung der GmbH eingezahlt werden, von juristischen Personen im Laufe von fünf Jahren. Bei der Anmeldung ist die Satzung der GmbH sowie eine Kapitalprüfungsbescheinigung (验资证明) eines Rechnungsprüfungsbüros über das tatsächliche Vorhandensein der Bar- und Sacheinlagen vorzulegen.
Jegliche Veränderung in der Gesellschafterliste ist der Marktüberwachungsbehörde zu melden.

## Gesellschafterversammlung
Die Gesellschafterversammlung (股东会) besteht aus der Gesamtheit der Gesellschafter, sie ist oberstes beschließendes Organ der GmbH. Ihre Zuständigkeit erstreckt sich auf folgende Dinge:
- Die geschäftliche Ausrichtung und die Planung von Investitionen
- Wahl und Auswechslung der nicht von der Belegschaft gestellten Vorstandsmitglieder und Aufsichtsräte, Festsetzung von deren Vergütung
- Prüfung, Diskussion und Billigung der Vorstandsberichte
- Prüfung, Diskussion und Billigung der Berichte des Aufsichtsrats oder einzelner Aufsichtsräte
- Prüfung, Diskussion und Billigung der Jahresfinanzplanung und der Jahresbilanz
- Prüfung, Diskussion und Billigung von Vorschlägen zur Verwendung von Gewinnen und Deckung von Verlusten
- Erhöhung oder Reduzierung des Stammkapitals
- Ausgabe von Schuldverschreibungen
- Fusionen, Gründung von Tochtergesellschaften, Auflösung der GmbH, Liquidation der GmbH, Änderung der Rechtsform
- Satzungsänderungen

Wenn die Satzung nichts anderes vorsieht, haben die Gesellschafter Stimmrechte im Verhältnis ihrer Geschäftsanteile. Die Gesellschafterversammlung trifft sich zu den in der Satzung festgelegten regelmäßigen Versammlungen. Daneben können Gesellschafter mit 1/10 der Stimmrechte sowie 1/3 der Vorstandsmitglieder oder Aufsichtsräte eine außerordentliche Versammlung einberufen. In der Regel wird die Gesellschafterversammlung vom Vorstandsvorsitzenden geleitet, die Gesellschafter müssen, so die Satzung nichts anderes vorsieht, 15 Tage vor der Versammlung verständigt werden. Satzungsänderungen, eine Erhöhung oder Reduzierung des Stammkapitals, Fusionen, die Gründung von Tochtergesellschaften, eine Auflösung der GmbH oder eine Änderung der Rechtsform müssen mit mindestens 2/3 der Stimmrechte beschlossen werden.

## Vorstand
Kleinere GmbHs mit wenigen Gesellschaftern können einen amtierenden Vorstand (执行董事) berufen. Dieser kann gleichzeitig der Geschäftsführer der GmbH sein. Ansonsten ist ein aus 3 bis 13 Mitgliedern bestehender Vorstand (董事会) zu berufen. Bei einer GmbH im Staatsbesitz müssen Arbeitnehmervertreter im Vorstand vertreten sein, bei den anderen Formen der GmbH können Arbeitnehmervertreter im Vorstand vertreten sein. Die in den Vorstand entsandten Arbeitnehmervertreter werden von der Belegschaft demokratisch gewählt. Der Vorstand muss einen Vorstandsvorsitzenden bestimmen, stellvertretende Vorstandsvorsitzende können bestimmt werden. Die Amtsdauer des Vorstands ist in der Satzung festgelegt, darf aber nicht mehr als drei Jahre betragen. Ein Vorstand kann jedoch mehrmals hintereinander gewählt werden. Der Vorstand ist der Gesellschafterversammlung gegenüber verantwortlich. Bei einer GmbH im Staatsbesitz kann die Kommission zur Kontrolle und Verwaltung von Staatsvermögen einen Teil der Kompetenzen der Gesellschafterversammlung an den Vorstand abtreten. Bei einer regulären GmbH ist der Vorstand zuständig für:
- Einberufung der Gesellschafterversammlung, Berichterstattung vor der Gesellschafterversammlung
- Durchführung der Beschlüsse der Gesellschafterversammlung
- Planung der Geschäfte und der Investitionen
- Erstellung des Jahresfinanzplans und der Jahresbilanz
- Erarbeitung von Vorschlägen zur Verwendung von Gewinnen und Deckung von Verlusten
- Erarbeitung von Vorschlägen zur Erhöhung oder Reduzierung des Stammkapitals und gegebenenfalls der Ausgabe von Schuldverschreibungen
- Erarbeitung von Vorschlägen zu Fusionen, Gründung von Tochtergesellschaften, Auflösung der GmbH, Änderung der Rechtsform
- Festsetzung der Verwaltungsstruktur der GmbH
- Einstellung und Entlassung des Geschäftsführers, Festsetzung von dessen Vergütung. Einstellung und Entlassung von durch den Geschäftsführer vorgeschlagenen stellvertretenden Geschäftsführern und Prokuristen sowie Festsetzung von deren Vergütung
- Festsetzung des Verwaltungssystems der GmbH

Bei einer GmbH im Staatsbesitz dürfen Vorstände, Geschäftsführer und Prokuristen ohne Genehmigung der Kommission zur Kontrolle und Verwaltung von Staatsvermögen nicht in anderen Firmen oder Wirtschaftsorganisationen tätig sein.

## Geschäftsführer
Eine GmbH kann das Amt eines Geschäftsführers (经理) vorsehen. Dieser wird vom Vorstand berufen und entlassen und ist dem Vorstand gegenüber verantwortlich. Der Geschäftsführer ist zuständig für:
- Produktion, Wirtschaftsführung und Verwaltung; Umsetzung der Beschlüsse des Vorstands
- Umsetzung des Jahresplans der GmbH und der von ihr geplanten Investitionen
- Erarbeitung von Vorschlägen für die internen Verwaltungsabläufe der GmbH
- Festsetzung der konkreten Vorschriften
- Vorschlagen seiner Stellvertreter und Prokuristen
- Einstellung und Entlassung der leitenden Angestellten

Der Geschäftsführer nimmt an den Vorstandssitzungen teil.

## Aufsichtsrat
Kleinere GmbHs mit wenigen Gesellschaftern können einen oder zwei Aufsichtsräte berufen. Bei einer regulären GmbH ist ein Aufsichtsrat (监事会) mit wenigstens drei Mitgliedern zu bilden, bei einer GmbH im Staatsbesitz mindestens fünf. Der Aufsichtsrat muss aus Arbeitgeber- und Arbeitnehmervertretern bestehen, wobei der Anteil der Arbeitnehmervertreter nicht unter einem Drittel liegen darf. Das konkrete Verhältnis wird in der Satzung der GmbH festgelegt. Die Arbeitnehmervertreter im Aufsichtsrat werden von der Belegschaft demokratisch gewählt. Der Aufsichtsratsvorsitzende muss von der Gesamtheit der Aufsichtsräte mit mehr als der Hälfte der Stimmen gewählt werden; er beruft die Aufsichtsratssitzungen ein. Vorstände, Geschäftsführer und Prokuristen dürfen nicht als Aufsichtsräte fungieren. Die Amtszeit eines Aufsichtsrats beträgt drei Jahre, er kann aber mehrmals hintereinander gewählt werden. Der Aufsichtsrat ist zuständig für:
- Kontrolle der Finanzen der GmbH. Falls es nötig ist, hierfür die Unterstützung eines externen Wirtschaftsprüfers in Anspruch zu nehmen, hat die GmbH die Kosten zu tragen.
- Überwachung der Tätigkeit von Vorständen, Geschäftsführern und Prokuristen. Vorschlagen der Abberufung von Vorständen, Geschäftsführern und Prokuristen, die gegen Gesetze, Verordnungen, die Satzung der GmbH oder Beschlüsse der Gesellschafterversammlung verstoßen haben.
- Aufforderung von Vorständen, Geschäftsführern und Prokuristen zur Änderung ihres Verhaltens, wenn dieses den Interessen der GmbH schadet
- Einklagen von Kompensationszahlungen bei einem Fehlverhalten von Vorständen, Geschäftsführern und Prokuristen, das zu Verlusten für die GmbH führt
- Einberufung außerordentlicher Gesellschafterversammlungen
- Stellen von Anträgen bei Gesellschafterversammlungen

Aufsichtsräte können an den Vorstandssitzungen teilnehmen. Der Aufsichtsrat selbst tagt mindestens einmal pro Jahr. Beschlüsse in einer Aufsichtsratssitzung erfordern die Zustimmung von mindestens der Hälfte der Aufsichtsräte.

## Haftung der GmbH und ihrer Gesellschafter
Die GmbH haftet mit ihrem gesamten Gesellschaftsvermögen für die Verbindlichkeiten der Gesellschaft. Die Gesellschafter haften nur mit ihrer Einlage, ihr Privatvermögen bleibt unberührt. Wenn der Inhaber einer Ein-Personen-GmbH nicht beweisen kann, dass das Vermögen der GmbH von seinem Privatvermögen getrennt ist, haftet er mit seinem Privatvermögen für Schulden der GmbH.

## Geschäftsbericht
Die GmbH hat am Ende eines jeden Rechnungsjahrs einen Geschäftsbericht anzufertigen, der von einem vereidigten Wirtschaftsprüfer zu prüfen ist. Nach einer in der Satzung festgelegten Zeit ist der Geschäftsbericht jedem Gesellschafter zuzustellen. Anders als bei einer Aktiengesellschaft mit beschränkter Haftung brauchen die Geschäftsberichte der GmbH nicht veröffentlicht zu werden.

## Gesetzliche Reserve
Wenn die GmbH den Jahresüberschuss verteilt, hat sie 10 % des Überschusses der gesetzlichen Reserve (法定公积金) zuzuführen, bis 50 % des Stammkapitals erreicht sind. Zum Vergleich: in der Schweiz beträgt die gesetzliche Reserve 20 % des Stammkapitals.
Auf Beschluss der Gesellschafterversammlung können aus dem Jahresüberschuss weitere Mittel in die Reserve fließen. Die Reserve dient folgenden Zwecken:
- Ausgleich von Verlusten der GmbH
- Produktions- bzw. Dienstleistungserweiterung
- Kapitalerhöhung. Wenn die gesetzliche Reserve zur Kapitalerhöhung verwendet wird, muss mindestens soviel Reserve erhalten bleiben, wie 25 % des Stammkapitals vor der Erhöhung entspricht.[6]

## Rechte und Pflichten der Gesellschafter
Die Gesellschafter haben Anspruch auf den Jahresüberschuss nach Abzug der Einzahlungen in die gesetzlichen Reserve, der nach dem Verhältnis der Geschäftsanteile aufgeteilt wird. Wenn die GmbH ihr Stammkapital erhöht, haben die existierenden Gesellschafter ein Vorzugsrecht, entsprechend dem Verhältnis ihrer Geschäftsanteile ihre Einlage zu erhöhen. Die Gesellschafterversammlung kann dies bei Einstimmigkeit jedoch anders regeln.
Jeder Gesellschafter kann bei Vorlage einer schriftlichen Begründung Einsicht in die Bücher verlangen. Bei begründeter Annahme, dass eine Einsicht in die Bücher nicht gerechtfertigt ist und den rechtmäßigen Interessen der GmbH schaden könnte, kann die GmbH eine Einsicht in die Bücher verwehren. In diesem Fall ist dem Gesellschafter innerhalb von 15 Tagen nach Antragstellung eine schriftliche Begründung zu geben. Wenn ihm von der GmbH eine Einsicht in die Bücher verwehrt wird, kann der Gesellschafter versuchen, dies gerichtlich durchzusetzen.
Anders als zum Beispiel in Deutschland kann der Gesellschafter über seinen Geschäftsanteil nicht frei verfügen. Wenngleich Geschäftsanteile zwischen den Gesellschaftern teilweise oder vollständig übertragen werden können, bedarf eine solche Übertragung an natürliche oder juristische Personen außerhalb des Gesellschafterkreises der Zustimmung von mehr als der Hälfte der anderen Gesellschafter. Die Zustimmung ist schriftlich einzuholen. Wenn ein anderer Gesellschafter nicht innerhalb von 30 Tagen auf die Benachrichtigung reagiert, zählt das als Zustimmung. Wenn mehr als die Hälfte der Gesellschafter einer Übertragung der Geschäftsanteile nicht zustimmen, müssen diese Gesellschafter die zur Übertragung stehenden Geschäftsanteile ankaufen. Wenn sie sie nicht ankaufen, zählt das als Zustimmung.
Wenn die anderen Gesellschafter einer Übertragung der Geschäftsanteile zustimmen, haben sie bei gleichen Bedingungen ein Vorkaufsrecht. Wenn zwei oder mehr Gesellschafter beabsichtigen, dieses Vorkaufsrecht wahrzunehmen, können sie das Verhältnis vereinbaren, in dem sie die Geschäftsanteile übernehmen. Wenn es in dieser Beziehung zu keiner Einigung kommt, gilt das Vorkaufsrecht im Verhältnis ihrer eigenen Geschäftsanteile. Wenn in der Satzung der GmbH andere Regeln zur Übertragung von Geschäftsanteilen festgelegt sind, dann gilt die Satzung.
Eine Kapitalentnahme durch einen Gesellschafter nach Gründung der GmbH ist nicht möglich. Wenn die GmbH jedoch in fünf aufeinanderfolgenden Jahren keine Gewinnausschüttung vornimmt, obwohl sie in diesen fünf Jahren jedes Jahr einen Jahresüberschuss erwirtschaftete, kann ein Gesellschafter, der in der Gesellschafterversammlung dagegen gestimmt hat, darum ersuchen, dass die GmbH seinen Geschäftsanteil zu einem angemessenen Preis ankauft. Gleiches gilt, wenn ein Gesellschafter einer Fusion, der Gründung einer Tochtergesellschaft oder der Abtretung wichtiger Vermögensgegenstände nicht zugestimmt hat. Wenn der Gesellschafter 60 Tage nach einem derartigen Beschluss der Gesellschafterversammlung mit der GmbH nicht zu einer Einigung über den Ankauf seines Geschäftsanteils kommt, kann er innerhalb von 90 Tagen nach besagter Gesellschafterversammlung bei einem Gericht Klage gegen die GmbH erheben.
Beim Ableben eines Gesellschafters können seine gesetzlichen Erben dessen Anteil übernehmen, falls die Satzung der GmbH nichts anderes vorsieht.

## Auflösung und Liquidation der GmbH
Eine GmbH wird unter folgenden Bedingungen aufgelöst:
- Ablauf der in der Satzung festgelegten Zeit. Diese kann durch eine mit 2/3 der Stimmrechte beschlossene Satzungsänderung verlängert werden.
- Beschluss der Gesellschafterversammlung
- Wenn dies durch Fusion oder Gründung von Tochtergesellschaften notwendig ist
- Entzug der Lizenz, behördlich angeordnete Schließung
- Im Falle von anders nicht abzuwendendem Schaden für die Interessen der Gesellschafter mit 10 % der Stimmrechte beantragte gerichtliche Auflösung

Außer im Falle von Fusion oder Aufspaltung ist innerhalb von 15 Tagen nach dem Auflösungsbeschluss bzw. der entsprechenden Anordnung eine Liquidatorengruppe aus Gesellschaftern zu bilden und mit der Liquidation der GmbH zu beginnen. Falls in der vorgegebenen Zeit keine Liquidatorengruppe gebildet wird, können Gläubiger die gerichtliche Ernennung von geeigneten Personen zu Liquidatoren beantragen. Die Liquidatorengruppe hat innerhalb von 10 Tagen nach ihrer Einsetzung die Gläubiger zu verständigen und innerhalb von 60 Tagen eine Anzeige über die Liquidation in der Presse zu veröffentlichen. Gläubiger haben innerhalb von 30 Tagen nach Erhalt des Benachrichtigungsschreibens, ansonsten 45 Tage nach Veröffentlichung der Liquidationsanzeige ihre Ansprüche anzumelden, sonst verfallen diese. Nach Abzug der Liquidationskosten, Auszahlung der Löhne und Gehälter, Sozialabgaben und gesetzlich festgelegten Bonuszahlungen sowie Begleichung der Steuer- und sonstigen Schulden wird das restliche Vermögen der GmbH entsprechend dem Verhältnis ihrer Geschäftsanteile an die Gesellschafter verteilt. Wenn die Liquidatorengruppe bemerkt, dass das Vermögen der GmbH nicht ausreicht, um die Verbindlichkeiten zu bedienen, ist bei einem Gericht Insolvenz anzumelden und das Liquidationsverfahren dem Gericht zu übergeben.
Nach dem Abschluss des Liquidations- bzw. Insolvenzverfahrens ist ein Bericht zu erstellen und dem örtlichen Büro der Staatlichen Marktüberwachungsbehörde zuzuleiten, die daraufhin die GmbH aus dem Handelsregister löscht. Darüber ist die Öffentlichkeit zu informieren.